# اسکون
اسکون (انگلیسی: Scone) نوعی غذای پخته‌است که معمولاً از گندم یا بلغور جو دوسر همراه با بیکینگ پودر به عنوان عامل ورآورنده تهیه می‌شود و در تابه‌های ورقه‌ای پخته می‌شود.